# Édouard Guilbault
Pour l’article homonyme, voir Guilbault.
Édouard Guilbault (18 avril 1834-8 juillet 1903) est un fabricant, marchand et homme politique fédéral et municipal du Québec.

## Biographie
Né à Sainte-Mélanie dans le Bas-Canada, il étudia au Collège de Joliette. Il servit comme maire de cette municipalité en 1875. Contribuant à l'implantation de la Société d'agriculture du comté de Joliette, il est secrétaire et président de cette société. En 1884, il est l'un des fondateurs de la Société canadienne des manufacturiers de tabac. Il prend également part à la protestation contre l'exécution de Louis Riel en 1885.
Élu député du Parti conservateur dans la circonscription fédérale de Joliette en 1882, il doit se faire être réélire lors de l'élection partielle de 1882 après que la première ait été annulée. Réélu en 1887, celle-ci est aussi annulée et il perd l'élection face au nationaliste Hilaire Neveu.